# Salon du Livre de Tournus
Pour les articles homonymes, voir Salon du livre.
 (novembre 2014).
Le Salon du Livre de Tournus (Saône-et-Loire) est un rendez-vous annuel qui regroupe des auteurs et des éditeurs autour d'une même passion : la littérature et les livres. Salon généraliste, il a pour ambition de promouvoir et mettre en avant des auteurs peu connus et une diversité de création littéraire (romans, bd, jeunesse, illustration, polar, fantastique, poésie, terroir).
Le Salon du Livre de Tournus a lieu en mai ou juin de chaque année. Il est dirigé par l'association du Salon du Livre de Tournus.

## Salon 2013
Le Salon du Livre de Tournus 2013, a eu lieu le 2 juin 2013.
45 auteurs et 8 éditeurs furent présents, il y eut 37 livres.

### Concours de Nouvelles
Le Concours de Nouvelles a eu pour thème : "Juste à droite après la Sibérie".
Les auteurs finalistes (places 5 à 10) sont :
- « Ailleurs la neige est plus blanche » de Malik AGAGNA
- « La sibérie vosgienne » de Marie BRETON
- « Les glaces de Vladivostok » de Nicole DEBERNE
- « Akiak » de Gilles DRAPIER
- « Un voyage bien préparé » de Philippe LAPERROUSE
- « Le jour où Solopovitch changea » de Jean-Marie PALACH

Et les 4 nouvelles primées sont :
3e prix ex-aequo :
- « L'as de cœur » de Lucie HEILIGENSTEIN
- « Ante-it, post-it » de Laurence MARCONI

2e prix :
- « Un jour, je partirai moi aussi » de Michel DENAIS

1er prix :
- « Retour... glaçant » de Joëlle BRETHES[6]

## Salon 2012
Le Salon du Livre de Tournus 2012, a eu lieu le dimanche 13 mai de 10 à 18h au cellier des moines.
44 auteurs furent présents accompagnés des 68 livres exposés, et 4 éditeurs régionaux ont été présents.

### Concours de Nouvelles
Le concours de Nouvelles 2012 prévoit deux catégories:
- Adultes : Demain je recommence
- Lycéens : Samedi soir

## Salon 2011

### Règlement
Le règlement

### Concours de Nouvelles
Le concours 2011 a pour thème (28 mai) :
- Adultes : "La porte d'à côté"
- Adolescents : "Peur de rien[12]"

Il y a eu 61 nouvelles en 2011.
Les 4 nouvelles primées sont :
Prix des commerçants de Tournus :
- « Les frères jumeaux » de Jean Gagnard

3e Prix du Concours de Nouvelles de Tournus 2011 :
- « La voisine d’en face » de Thierry Ferrand

2e Prix du Concours de Nouvelles de Tournus 2011 :
- « Le Choix » de Stéphane Mouton

1er Prix du Concours de Nouvelles de Tournus 2011 :
- « Voie de garage » de Michèle Blandin[14].

### Recueil de Nouvelles
L'association du Salon du Livre de Tournus vend les recueils de nouvelles 2010 au prix de 7,50 euros.

### Livres, Auteurs et Éditeurs
Il y eut 59 auteurs, 6 éditeurs et 130 livres.

### Programme
Le salon 2011 a eu lieu le samedi 28 mai 2011 de 14h à 19h au Celliers des Moines à Tournus.

## Salon 2010

### Concours de Nouvelles
Dans le cadre du salon est organisé un concours de nouvelles, divisé en deux catégories : adultes et adolescents (lycéens).
Les résultats du concours 2010 :
Adultes:
- 1er : Joël Hamm (L'autre regard)
- 2e : Eric Gomez (She's got the look)
- 3e : Natalie Caritey (Agonie)
- Prix "Tournus Centre-Ville" : Marie Garnier (Derniers contrôles)

Jeunes:
- 1er : Héloïse Berthelier (Humanité)
- 2e : Doriane Molay (Porte-toi bien)
- 3e : Marc Thomassey (Bérézina ou le cauchemar de la réalité)[20]

### Programme
Le salon du livre de Tournus a débuté à 15 h, les résultats des concours de nouvelles lycéens et adultes ont été donnés respectivement à 16 h 30 puis à 18 h, la bibliothèque a fait une lecture publique à 17 h, et le tirage de la tombola s'est fait à 18 h 30 et il a fini à 19 h le 19 juin 2010.

### Livre, auteurs et éditeurs
Il y a eu 9 éditeurs présents, 55 auteurs et leurs 96 livres.